# Prima divizie de fotbal din Mali
Campionatul de fotbal din Mali este primul eșalon din sistemul competițional fotbalistic din Mali. 

## Echipele sezonului 2009-2010
- AS Police (Bamako)
- AS Sigui (Kayes)
- Association Sportive Bakaridjan de Barouéli (Ségou)
- Association Sportive de Korofina  (Bamako)
- Association Sportive Real Bamako (Bamako)
- Cercle Olympique de Bamako
- CS Duguwolofila de Babanba (Koulikoro)
- Djoliba AC (Bamako)
- Jeanne D'Arc FC Bamako
- JS Centre Salif Keïta (Bamako)
- Onze Créateurs de Niaréla	(Bamako)
- Stade Malien (Bamako)
- Stade Malien de Sikasso
- Union Sportive des Forces Armées et Sécurité de Bamako

## Foste campioane
| - 1966 : Djoliba AC (Bamako) - 1967 : Djoliba AC (Bamako) - 1968 : Djoliba AC (Bamako) - 1969 : Real Bamako (Bamako) - 1970 : Stade Malien (Bamako) - 1971 : Djoliba AC (Bamako) - 1972 : Stade Malien (Bamako) - 1973 : Djoliba AC (Bamako) - 1974 : Djoliba AC (Bamako) - 1975 : Djoliba AC (Bamako) - 1976 : Djoliba AC (Bamako) - 1977 : no championship - 1978 : no championship - 1979 : Djoliba AC (Bamako) - 1980 : Real Bamako (Bamako) |  | - 1981 : Real Bamako (Bamako) - 1982 : Djoliba AC (Bamako) - 1983 : Real Bamako (Bamako) - 1984 : Stade Malien (Bamako) - 1985 : Djoliba AC (Bamako) - 1986 : Real Bamako (Bamako) - 1987 : Stade Malien (Bamako) - 1988 : Djoliba AC (Bamako) - 1989 : Stade Malien(Bamako) - 1990 : Djoliba AC (Bamako) - 1991 : Real Bamako (Bamako) - 1992 : Djoliba AC (Bamako) - 1993 : Stade Malien (Bamako) - 1994 : Stade Malien (Bamako) - 1995 : Stade Malien (Bamako) |  | - 1996 : Djoliba AC (Bamako) - 1997 : Djoliba AC (Bamako) - 1998 : Djoliba AC (Bamako) - 1999 : Djoliba AC (Bamako) - 2000 : Stade Malien (Bamako) - 2001 : Stade Malien (Bamako) - 2002 : Stade Malien (Bamako) - 2003 : Stade Malien (Bamako) - 2004 : Djoliba AC (Bamako) - 2005 : Stade Malien (Bamako) - 2006 : Stade Malien (Bamako) - 2007 : Stade Malien (Bamako) - 2008 : Djoliba AC (Bamako) - 2009 : Djoliba AC (Bamako) - 2010 : |

## Performanțe după club
| Club           | Oraș   | Titluri | Ultimul titlu |
| -------------- | ------ | ------- | ------------- |
| Djoliba AC     | Bamako | 21      | 2009          |
| Stade Malien   | Bamako | 15      | 2007          |
| AS Real Bamako | Bamako | 6       | 1991          |

## Golgeteri
| An      | Golgeter                            | Echipă                               | Goluri |
| 1998-99 | Soumaïla Touré                      | USFAS Bamako                         | 12     |
| 2000-01 | Mamadou Kanté                       | Stade Malien                         | 23     |
| 2002    | Soungalo Diakité                    | Stade Malien                         | 25     |
| 2002-03 | Ousmane Coulibaly                   | AS Nianan                            | 13     |
| 2004    | Mintou Doucouré                     | Centre Salif Keita                   | 14     |
| 2005    | Jacques Koffi N'Guessan             | AS Real Bamako                       | 18     |
| 2007    | Bakary Coulibaly                    | Stade Malien                         | 16     |
| 2008-09 | Ousmane Ben Goïta Mamadou Coulibaly | USFAS Bamako Stade Malien de Sikasso | 13     |